# Falsistrellus
Falsistrellus é um gênero de morcegos da família Vespertilionidae.

## Espécies
- Falsistrellus affinis (Dobson, 1871)
- Falsistrellus mackenziei (Caputi, Jones e Kitchener, 1986)
- Falsistrellus mordax (Peters, 1866)
- Falsistrellus petersi (A. Meyer, 1899)
- Falsistrellus tasmaniensis (Gould, 1858)